# Красная Горка (Ленинск-Кузнецкий район)
Кра́сная Го́рка — посёлок в Ленинск-Кузнецком районе Кемеровской области. Входит в состав Чкаловского сельского поселения.

## Географическое положение
Центральная часть населённого пункта расположена на высоте 174 метров над уровнем моря.

## История
Указом Президиума Верховного Совета РСФСР от 15 августа 1963 года посёлок фермы № 2 совхоза им. Чкалова Ленинск-Кузнецкого сельского района переименован в посёлок Красная Горка.

## Население
| 2010 |
| ---- |
| 163  |

По данным Всероссийской переписи населения 2010 года, в посёлке Красная Горка проживает 163 человека (77 мужчин, 86 женщин).